# Josef Block
Josef Block (Bernstadt an der Weide (Bierutów) en la Silesia prusiana, 27 de noviembre de 1863 - Berlín, 20 de diciembre de 1943) fue un pintor alemán.
Block fue un escolar de la Academia de Arte de Breslau (Wrocław), donde se estableció su amistad de por vida con el dramaturgo alemán Gerhart Hauptmann. Copntinuó sus estudios en la Academia de Bellas Artes de Múnich; en el taller de su tutor, el profesor Bruno Piglhein, Block se implicó en la pintura del Panorama de Jerusalén de Piglhein. El 29 de febrero de 1892, la Sociedad de Artistas Visuales de Múnich se fundó en su estudio en la Theresienstrasse de Múnich, que sería la base para la Secesión de Múnich, un movimiento de artistas que sentían que el arte no era suficientemente contemporáneo y abierto. Esto ócurrió con los preparativos para la Exposición Mundial Colombina de Chicago de 1893, donde Block obtuvo una medalla por su pintura Relámpago. 
En 1895 Block se casó con Else Oppenheim, la hija de un banquero y consejero de comercio de Hugo Otto Oppenheim. Después de vivir en Múnich hgasta 1896 se trasladó a Berlín. Continuó pintando historias bíblicas, realistas escenas de género, retratos y bodegones, vendiendo pinturas en Alemania y los Estados Unidos. Posteriores exposiciones incluyeron la Gran Exposición de Arte de Berlín y la sala de estar de Paul Cassirer. Blocj fue también un cofundador de la Secesión de Berlín, un movimiento similar al de la Secesión de Múnich. Otros miembros de la Secesión de Berlín fueron Lovis Corinth, Max Liebermann y Edvard Munch. A Block le gustaba viajar y fue un fotógrafo apasionado. 

## Obras escogidas
- Cristo y la samaritana (1887)
- El último rayo de sol (1888)
- Betsabé (1889)
- El hijo pródigo (1890 en Múnich, 1891 medalla de oro en Berlín)
- Relámpago (interior realista, 1893 medalla en Chicago)
- El nuevo maestro (Secesión de Múnich 1894)
- La adúltera (1897)
- Saúl y David (1899)
- Pietà (1902)
- Judit (1904-1905)
- Escena de la Italia del Sur (alrededor de 1930)
- El científico (1942)